# Хайн (лунный кратер)
Кратер Хайн (лат. Hayn) — большой молодой ударный кратер в северном полушарии видимой стороны Луны. Название присвоено в честь немецкого астронома Фридриха Хайна (1863—1928) и утверждено Международным астрономическим союзом в 1964 г. Образование кратера относится к коперниковскому периоду.

## Описание кратера

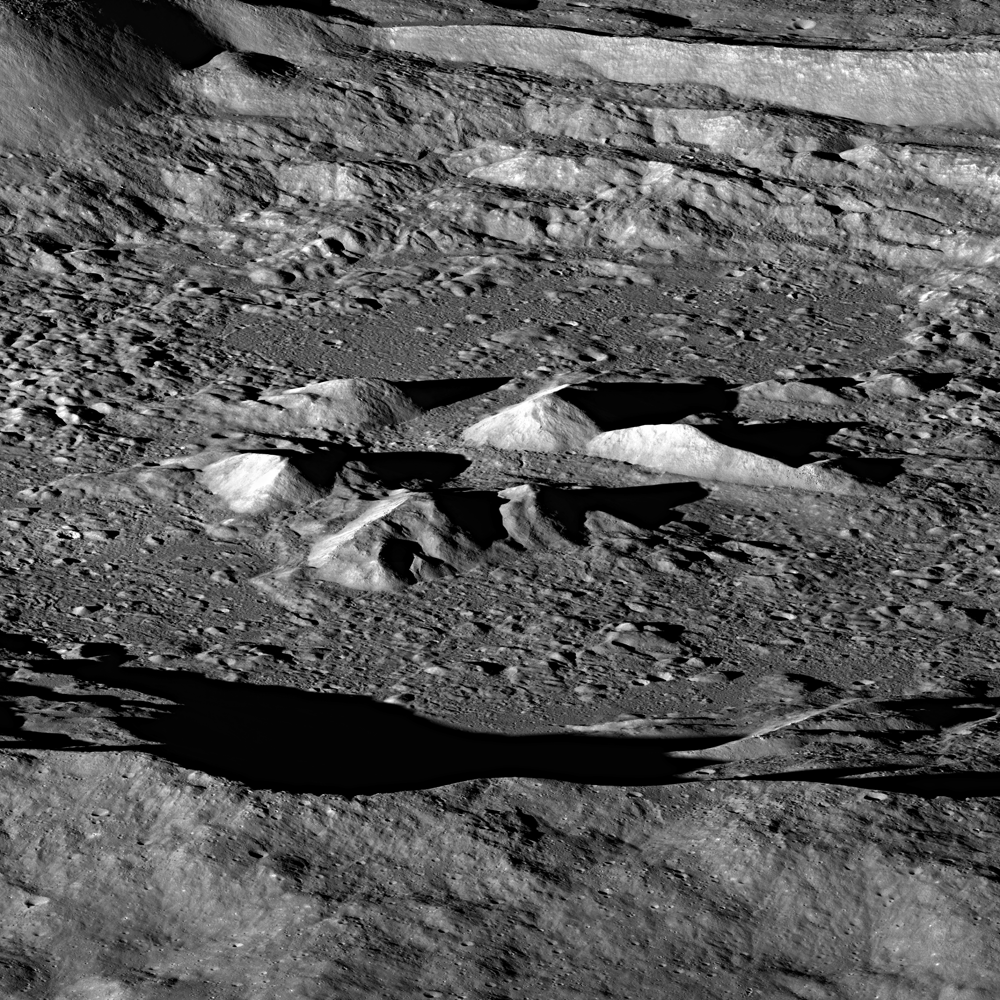
Кратер Хайн. Снимок зонда Lunar Reconnaissance Orbiter (север справа)

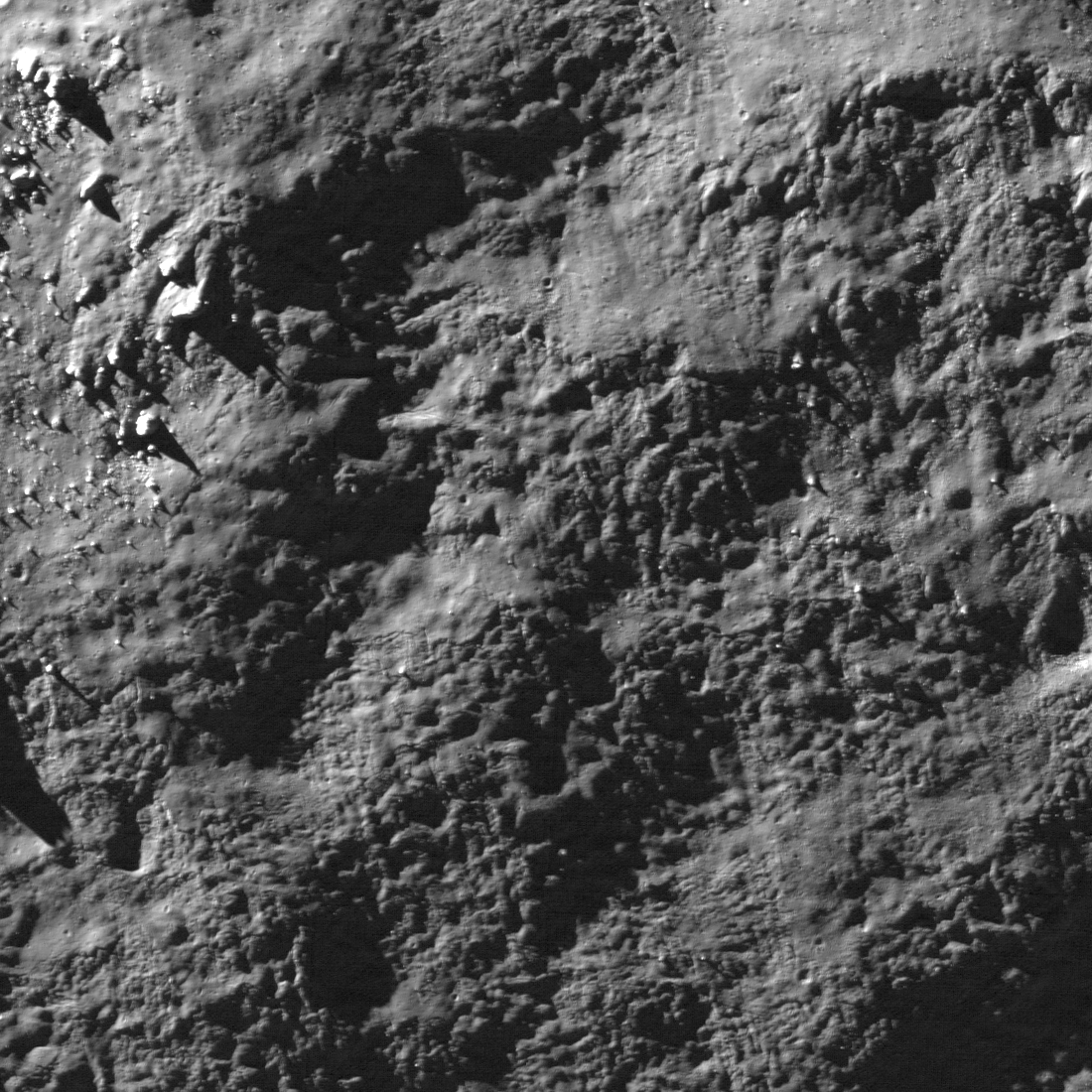
Северный склон юго-западного центрального пика кратера Хайн. Снимок зонда Lunar Reconnaissance Orbiter (север внизу)

Кратер Хайн перекрывает северо-западную часть вала кратера Белькович. Другими его ближайшими соседями кратера являются кратер Кузанский на северо-западе и кратер Дэган на востоке. На юге от кратера находится Море Гумбольдта. Селенографические координаты центра кратера: 64°34′ с. ш. 83°52′ в. д. / 64,56° с. ш. 83,87° в. д., диаметр — 86,2 км, глубина — 4480 м.
Кратер Хайн имеет полигональную форму и умеренно разрушен. Вал несколько сглажен, но сохранил достаточно четкие очертания, в южной и северной части вала находятся седловатые понижения. Внутренний склон вала широкий, с ярко выраженной террасовидной структурой. Высота вала над окружающей местностью достигает 1400 м, объем кратера составляет приблизительно 7200 км³. Дно чаши пересеченное, с обилием холмов и отдельными сравнительно ровными областями. В центре чаши расположен массив пиков рассеченный двумя взаимно перпендикулярными долинами, высота центральных пиков над дном чаши достигает 1,5 км. Состав центральных пиков — габбро-норито-троктолитовый анортозит с содержанием плагиоклаза 85-90 % (GNTA1) и габбро-норито-троктолитовый анортозит с содержанием плагиоклаза 80-85 % (GNTA2).
Кратер Хайн включен в список кратеров с яркой системой лучей Ассоциации лунной и планетарной астрономии (ALPO).

## Сателлитные кратеры
| Хайн | Координаты                                            | Диаметр, км |
| ---- | ----------------------------------------------------- | ----------- |
| A    | 63°01′ с. ш. 71°07′ в. д. / 63,01° с. ш. 71,11° в. д. | 52,3        |
| B    | 65°10′ с. ш. 63°52′ в. д. / 65,16° с. ш. 63,86° в. д. | 24,6        |
| C    | 65°19′ с. ш. 91°27′ в. д. / 65,31° с. ш. 91,45° в. д. | 16,9        |
| D    | 65°26′ с. ш. 61°38′ в. д. / 65,44° с. ш. 61,64° в. д. | 20,9        |
| E    | 67°01′ с. ш. 66°06′ в. д. / 67,02° с. ш. 66,1° в. д.  | 41,6        |
| F    | 68°01′ с. ш. 85°45′ в. д. / 68,01° с. ш. 85,75° в. д. | 62,5        |
| G    | 66°52′ с. ш. 86°19′ в. д. / 66,86° с. ш. 86,31° в. д. | 20,1        |
| H    | 63°22′ с. ш. 68°37′ в. д. / 63,37° с. ш. 68,61° в. д. | 12,3        |
| J    | 66°55′ с. ш. 63°43′ в. д. / 66,91° с. ш. 63,71° в. д. | 38,2        |
| L    | 64°21′ с. ш. 67°42′ в. д. / 64,35° с. ш. 67,7° в. д.  | 19,5        |
| M    | 62°50′ с. ш. 66°17′ в. д. / 62,84° с. ш. 66,28° в. д. | 9,2         |
| S    | 68°03′ с. ш. 66°08′ в. д. / 68,05° с. ш. 66,14° в. д. | 11,7        |
| T    | 68°28′ с. ш. 74°35′ в. д. / 68,47° с. ш. 74,58° в. д. | 6,8         |

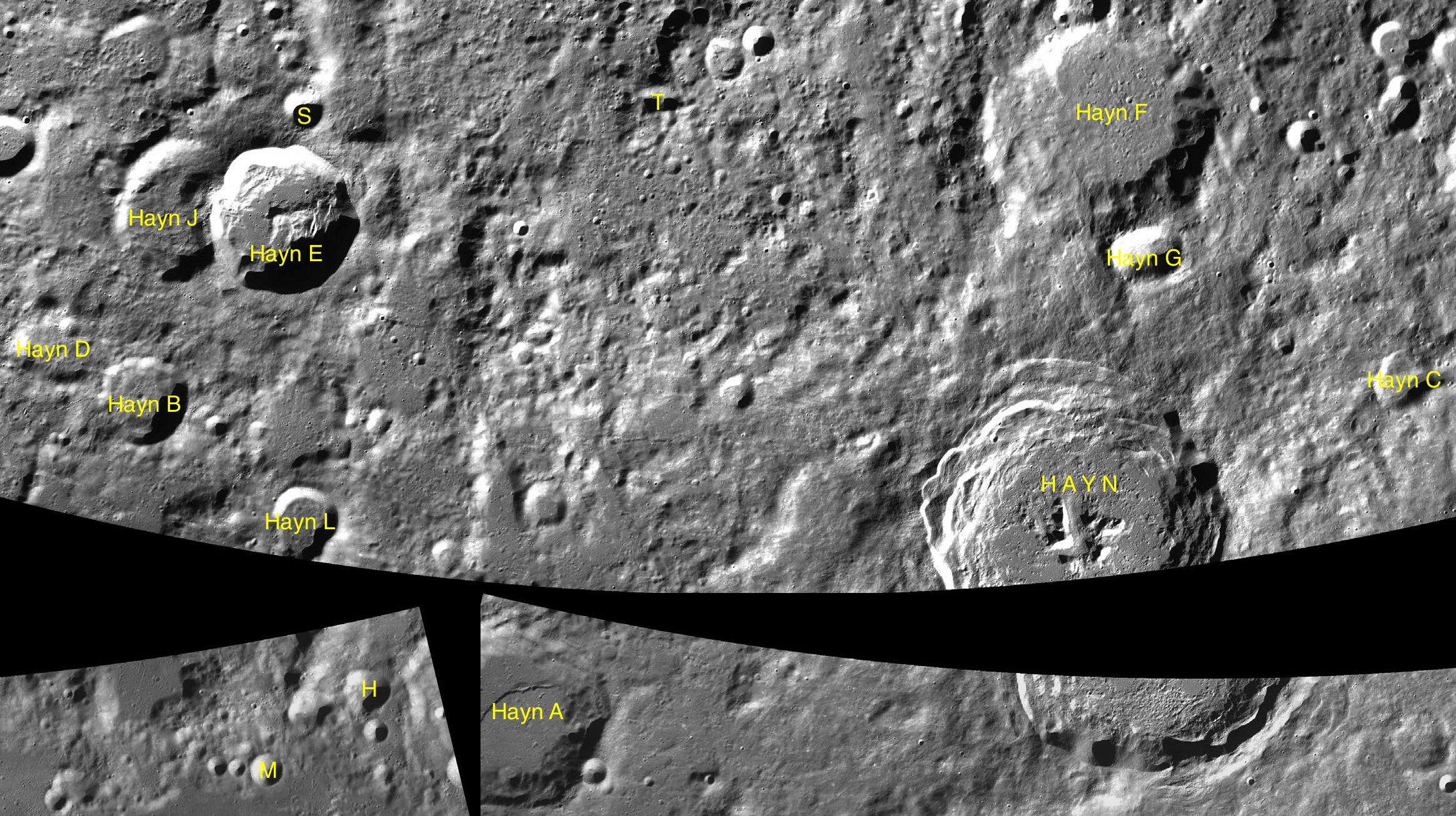
Фрагменты карт LAC-5, LAC-14, LAC-15.

- Образование сателлитных кратеров Хайн A и F относится к нектарскому периоду[1].

- Образование сателлитного кратера Хайн E относится к эратосфенскому периоду[1].

## См.также
- Список кратеров на Луне
- Лунный кратер
- Морфологический каталог кратеров Луны
- Планетная номенклатура
- Селенография
- Минералогия Луны
- Геология Луны
- Поздняя тяжёлая бомбардировка